# Charles Simic
Charles Simic (en serbe cyrillique : Душан Чарлс Симић), né Dušan Simić (en serbe cyrillique : Душан Симић) à Belgrade (royaume de Yougoslavie) le 9 mai 1938 et mort le 9 janvier 2023 à Dover (New Hampshire), est un poète, essayiste, traducteur et professeur d'université américain d'origine yougoslave. 
Élu membre de l' Académie américaine des arts et des lettres, puis chancelier de l'Academy of American Poets, puis Poète lauréat des États-Unis auprès de la Bibliothèque du Congrès. Il est également professeur émérite de l'université du New Hampshire, où il a enseigné la critique littéraire et la création littéraire de 1974 à 2018.
Charles Simic s'est fait connaitre comme un poète minimaliste écrivant des poèmes laconiques, énigmatiques semblables aux haïkus bouddhistes japonais. En dehors de la poésie il a écrit divers essais touchant divers sujets comme  le jazz, la philosophie, l'esthétique. Enfin il a diffusé la poésie yougoslave en traduisant les poètes de son pays d'origine. Il a écrit de nombreux articles dans des revues prestigieuses telles que la New York Review of Books, le New Yorker, la Harvard Review (en), la The Georgia Review (en).

## Biographie

### Jeunesse et formation
Charles Simic est le fils de George et Hélène (Matijevic) Simic. De 1938 à 1954, Charles Simic vit en Yougoslavie, traversant dès son enfance les tragédies de son pays. Il a trois ans quand la Luftwaffe bombarde Belgrade. Le 6 avril 1941 quand commence l'opération Châtiment, une bombe allemande détruit un immeuble à proximité de la maison de sa famille, tuant plusieurs de ses connaissances. Son père, un ingénieur, est arrêté par la Gestapo pour travailler en Allemagne, il s'évade et rejoint sa famille. En 1944, l'aviation des Alliés bombarde les fortifications nazies de Belgrade. À la fin de la guerre, la Yougoslavie est déchirée par une guerre civile entre royalistes, communistes, fascistes et sympathisants nazis. Puis il assiste à l'occupation de son pays en ruine par l'armée soviétique. Malgré les horreurs de la guerre, Charles Simic se passionne pour la littérature, notamment pour des auteurs tels que Dickens, Zola, Dostoïevski, la nuit il écoute à la radio Duke Ellington, Count Basie, Billie Holiday et d'autres jazzmen. Son père, redoutant le stalinisme emmène sa famille à Trieste, puis en France, pour enfin s'installer  aux États-Unis le 10 août 1954 pour vivre dans un premier temps à New-York. Charles Simic entreprend ses études secondaires dans un établissement du Queens, puis son père ayant obtenu un emploi à Chicago, la famille s'établit à Oak Park dans la banlieue de Chicago,,,,,.
Après ses études secondaires à la Oak Park and River Forest High School (en), Charles Simic, ayant obtenu un poste au sein du Chicago Sun-Times, quitte le logement familial pour louer une chambre dans un immeuble sordide. La nuit il suit des cours à l'université de Chicago, peint, écoute du jazz, lit et écrit ses premiers poèmes. En 1959, La Chicago Review (en), publie l'un de ses premiers poèmes.
En août 1958, Charles Simic quitte Chicago pour New York. Il y mène une vie précaire, il vend des chemises pour gagner sa vie. La nuit il fréquente les boites de jazz de l'avant-garde. Grace aux conseils d'un libraire il découvre la Littérature latino-américaine et lit des auteurs comme Pablo Neruda ou Jorge Luis Borges qui vont l'inspirer, notamment en intégrant des éléments folkloriques, mystiques et érotiques.
À la suite d'une séparation douloureuse, il s'engage dans l'armée de 1961 à 1963. Il a ses quartiers successivement en Allemagne puis en France. Après deux années, il est démobilisé, et s'installe à New York avec Helen Dubin, qui deviendra son épouse en 1965. Charles Simic reprend ses études universitaires. Il est accepté à l'université de New York où il obtiendra son Baccalauréat universitaire (licence) en 1966, avec une spécialité en littérature russe.

### Carrière littéraire

#### Les débuts
Le premier recueil de poèmes par Charles Simic, What the Grass Says, est publié en 1967 par les éditions Kayak Press de San Francisco.

#### La reconnaissance
Sa stature de poète majeur au sein de la littérature américaine est consacrée par l'obtention du prix Pulitzer (mention poésie) qui couronne son recueil de poèmes The World Doesn't End,.

### Carrière universitaire
Après un poste d'assistant de la rédaction au sein du Aperture (magazine) de 1966 à 1974, Charles Simic obtient son premier poste à l'université d'État de Californie à East Bay,. En 1974, il est engagé comme professeur de littérature anglaise par l'université du New Hampshire, où il enseignera jusqu'à sa retraite.

### Vie privée
Le 25 octobre 1965, Charles Simic épouse Helene Dubin, une designer. Le couple donne naissance à deux enfants, Anna et Philip.
En 1971, Charles Simic obtient la citoyenneté américaine.
Charles Simic vivait à Strafford dans l'État du New Hampshire.

## Archives
Les archives de Charles Simic sont déposées et consultables auprès de la bibliothèque de l'université du New Hampshire.

## Œuvres

### Poésie
- (en-US) Scribbled in the Dark: Poems, New York, Ecco, 13 juin 2017, 96 p. (ISBN 9780062661173),
- (en-US) The Lunatic, New York, Ecco, 7 avril 2015, 84 p. (ISBN 9780062364746)[15],
- (en-US) New and Selected Poems: 1962-2012, Boston, Mariner Books, 26 mars 2013, 384 p. (ISBN 9780547928289)[16],
- (en-US) Master of Disguises, Boston, Houghton Mifflin Harcourt, 1er janvier 2010, 96 p. (ISBN 9780547397092)[17],
- (en-US) My noiseless entourage : poems, Orlando (Floride), Houghton Mifflin &  Harcourt, 4 avril 2005, 64 p. (ISBN 9780151012145)[18],
- (en-US) Selected poems 1963-2003, Londres, Faber and Faber Limited, 2004, 160 p. (ISBN 9780571222728),
- (en-US) The Voice at 3:00 A.M.: Selected Late and New Poems, Orlando, Floride, Houghton Mifflin Harcourt, 1er avril 2003, 200 p. (ISBN 9780151008421, lire en ligne)[19],
- (en-US) The Metaphysician in the Dark, Ann Arbor (Michigan), University of Michigan Press, 12 mai 2003, 192 p. (ISBN 9780472068302),
- (en-US) Night Picnic: Poems, San Diego (Californie), Houghton Mifflin Harcourt, 28 septembre 2001, 104 p. (ISBN 9780151006304, lire en ligne),
- (en-US) Selected Early Poems, New York, George Braziller, 27 novembre 1999, 272 p. (ISBN 9780807614563, lire en ligne),
- (en-US) Jackstraws: Poems, San Diego, Californie, Houghton Mifflin Harcourt, 20 avril 1999, 100 p. (ISBN 9780151004225, lire en ligne)[20],
- (en-US) Walking the Black Cat, New York, Harcourt Brace & Co., 1er janvier 1996, 100 p. (ISBN 9780156004817, lire en ligne),
- (en-US) A Wedding in Hell: Poems, San Diego (Californie), Houghton Mifflin & Harcourt Brace, 1er janvier 1994, 100 p. (ISBN 9780151001231, lire en ligne),
- (en-US) Hotel Insomnia, San Diego (Californie), Harcourt Brace, 1er janvier 1992, 86 p. (ISBN 9780151421886, lire en ligne),
- (en-US) The Book of Gods and Devils, San Diego (Californie), Harcourt Brace Jovanovich, 1er janvier 1990, 84 p. (ISBN 9780156135467, lire en ligne), 1990,
- (en-US) The World Doesn't End, Mariner Books, 1er mars 1989, 92 p. (ISBN 9780156983501, lire en ligne),
- (en-US) Unending Blues: Poems, San Diego (Californie), Harcourt Brace, 21 novembre 1986, 68 p. (ISBN 9780151928309, lire en ligne),
- (en-US) Selected Poems, 1963-1983, New York, George Braziller, 1er octobre 1985, 186 p. (ISBN 9780807611302),
- (en-US) Weather forecast for utopia and vicinity : poems, 1967-1982, New York, Station Hill, 1er juin 1983, 48 p. (ISBN 9780882680309),
- (en-US) Austerities, New York, George Braziller, 1er août 1982, 61 p. (ISBN 9780807610442),
- (en-US) Classic Ballroom Dances, New York, George Braziller, 1er janvier 1980, 64 p. (ISBN 9780807609743),
- (en-US) Brooms : selected poems, Barry (Illinois), Edge, 1978, 29 p. (ISBN 9780906040027),
- (en-US) School for Dark Thoughts  (ill. Dorian McGowan), Pawlet (Vermont), Charles Seluzicki Fine Books, 1er février 1978, 15 p. (ISBN 9780931356001),,
- (en-US) Charon's Cosmology: Poems, New York, George Braziller, 1er janvier 1977, 72 p. (ISBN 9780807608425, lire en ligne),
- (en-US) Biography and a Lament., Hartford (Connecticut), Bartholomew's Cobble, 1976 (OCLC 330464251),
- (en-US) Return to a Place Lit by a Glass of Milk, New York, George Braziller, 1er mars 1974, 70 p. (ISBN 9780807607336),
- (en-US) White, New York, New Rivers Press, 1972, 61 p. (ISBN 9780912284255),
- (en-US) Dismantling the Silence, New York, George Braziller, 1er janvier 1971, 100 p. (ISBN 9780807605905, lire en ligne),
- (en-US) Somewhere among Us a Stone is Taking Notes, San Francisco, Kayak, 1969, 60 p. (OCLC 647640259),
- (en-US) That little something, Boston, Houghton Mifflin Harcourt, 1er janvier 1967, 100 p. (ISBN 9780156035392, lire en ligne),
- (en-US) What The Grass Says  (ill. Joan Abelson.), San Francisco, Kayak Press., 1967, 47 p. (OCLC 8709776).

### Essais et proses
- (en-US) The Life of Images: Selected Prose, New York, Ecco, 7 avrilo 2015, 360 p. (ISBN 9780062364722, lire en ligne)[15],
- (en-US) Confessions of a Poet Laureate, New York, New York Review Books, 1er janvier 2010, 48 p. (ISBN 9781590174784),
- (en-US) The renegade : writings on poetry and a few other things, New York, George Braziller, 1er novembre 2008, 236 p. (ISBN 9780807615942, lire en ligne),
- (en-US) The Monster Loves His Labyrinth, Keene (New York), Ausable Press, 1er septembre 2008, 132 p. (ISBN 9781931337403, lire en ligne)[21],
- (en-US) Memory Piano, Ann Arbor (Michigan), University of Michigan Press, 5 mai 2006, 248 p. (ISBN 9780472099405),
- (en-US) A Fly in the Soup: Memoirs, Ann Harbor (Michigan), University of Michigan Press, 27 décembre 2000, 200 p. (ISBN 9780472111503),
- (en-US) Orphan Factory: Essays and Memoirs, Ann Arbor, University of Michigan Press, 19 novembre 1997, 132 p. (ISBN 9780472066636, lire en ligne),
- (en-US) The Unemployed Fortune-Teller: Essays and Memoirs, Ann Arbor, University of Michigan Press, 15 février 1995, 148 p. (ISBN 9780472095698, lire en ligne),
- (en-US) Dime-Store Alchemy: The Art of Joseph Cornell, Hopewell (New Jersey), Ecco Press, 1er janvier 1992, 118 p. (ISBN 9780880013031, lire en ligne),
- (en-US) Wonderful Words, Silent Truth: Essays on Poetry and a Memoir, Ann Arbor, University of Michigan Press, 27 avril 1990, 152 p. (ISBN 9780472064212, lire en ligne),
- (en-US) The Uncertain Certainty: Interviews, Essays, and Notes on Poetry, Ann Arbor, University of Michigan Press, 30 janvier 1986, 152 p. (ISBN 9780472063598, lire en ligne),

### Articles (sélection)
- (en-US) « Dinner at Uncle Boris's », Creative Nonfiction, No. 24/25,‎ 2005, p. 85-91 (7 pages) (lire en ligne ),
- (en-US) « The Life of Images », Harvard Review, No. 25,‎ 2003, p. 17-21 (5 pages) (lire en ligne ),
- (en-US) « The Singing Simics », Harvard Review, No. 25,‎ 2003, p. 22-25 (4 pages) (lire en ligne ),
- (en-US) « In Praise of Folly », The Georgia Review, Vol. 52, No. 4,‎ hiver 1998, p. 703-709 (7 pages) (lire en ligne ),
- (en-US) « The Necessity of Poetry », Creative Nonfiction, No. 2,‎ 1994, p. 82-93 (12 pages) (lire en ligne ),
- (en-US) « Notes on Poetry and Philosophy », New Literary History, Vol. 21, No. 1,‎ automne 1989, p. 215-221 (7 pages) (lire en ligne ),

### Traductions
- de Gunter Grass, The Gunter Grass Reader 2004
- de Radmila Lazic, A Wake for the Living 2003
- d'Aleksander Ristovic, Devil's Lunch 1999
- de Novica Tadic, Night Mail: Selected Poems 1992
- de Stavko Janevski, Bandit Wind 1991
- d'Aleksandar Ristovic, Some Other Wine or Light 1989
- d'Ivan V. Lalic, Roll Call of Mirrors 1987
- de Tomaz Salamun, Selected Poems 1987
- de Tomaz Salamun, Selected Poems 1987
- de Slavko Mihalic, Atlantis 1983
- de Vasko Popa,  Homage to the Lame Wolf: Selected Poems,  éd. Oberlin College, 1979
- Anthologie Four Modern Yugoslav Poets: Ivan V. Lalic, Branko Miljkovic, Milorad Pavic, Ljubomir Simovic 1970
- de Vasko Popa,  The Little Box: Poems 1970
- d'Ivan V. Lalic,  Fire Gardens 1970.

## Prix et distinctions
- 2014 : lauréat du Zbigniew Herbert International Literary Award[22],
- 2011 : récipiendaire de la médaille Frost[23],
- 2007 : lauréat du Wallace Stevens Award[24],
- 2007 - 2008 : élu à la charge de Poète Lauréat des États-Unis auprès de la Bibliothèque du Congrès[25],
- 2005 : lauréat du Griffin Poetry Prize (en)[26],
- 2000 : élu chancelier de l'Academy of American Poets[27],
- 1999 : Jackstraws, nommé Notable Book of the Year par the New York Times[28],
- 1995 : élection de membre de l' Académie américaine des arts et des lettres[29],
- 1990 : lauréat du Pulitzer Prize, mention poésie[10],
- 1984 : obtention d'une bourse attribuée par la fondation Mac Arthur[30],
- 1972 : obtention d'une bourse attribuée par la fondation Guggenheim[31]

### Notices dans des encyclopédies et ouvrages de référence
- (en-US) Webster's new explorer dictionary of American writers, Springfield (Massachusetts), Federal Street Press, 31 décembre 2004, 545 p. (ISBN 9781892859655, lire en ligne), p. 368-369,
- (en-US) Jay Parini (dir.), The Oxford Encyclopedia of American Literature, Volume 4, New York, Oxford University Press, USA, 10 août 2007, 637 p. (ISBN 9780195167276, lire en ligne), p. 24-31,
- (en-US) Adele Sarkissian (dir.), Contemporary Authors, Autobiography Series. Volume 4, Detroit (Michigan), Gale Research, 1986, 463 p. (ISBN 9780810344549, lire en ligne), p. 267-284, ,
- (en-US) Jean C Stine & Carolyn Riley (dir.), Contemporary literary criticism. Vol. 22, Detroit, Michigan, Gale Research Company, 1982 (ISBN 9780810301153, lire en ligne), p. 379-383,
- (en-US) Dedria Bryfonski & Sharon R Gunton, Contemporary literary criticism. Volume 9, Detroit, Michigan, Gale Research Company, 1978, 586 p. (OCLC 940702197, lire en ligne), p. 478-482.
- (en-US) Sharon R Gunton (dir.), Contemporary Literary Criticism. Vol. 6., Detroit, Michigan, Gale Research Company, 1976, 587 p. (ISBN 9780810301108, lire en ligne), p. 501-502,

### Travail universitaire
- (en) Goran Mijuk, Orphan of silence : the poetry of Charles Simic, Université de Fribourg, Thèse de doctorat, 2 janvier 2002, 184 p. (lire en ligne),

### Articles
- (en-US) Eugenia Williamson, « Charles Simic writes in bed », Boston Globe,‎ 26 février 2015, p. 1 (lire en ligne ),
- (en-US) Donovan McAbee, « Metaphysical Suspicions: Charles Simic as Agnostic Theologian », Christianity and Literature, Vol. 61, No. 2,‎ hiver 2012, p. 281-306 (26 pages) (lire en ligne ),
- (en) Andrej Klemencic, « Serbian roots, American spirit: An interview with Charles Simic », BalkanInsight,‎ 25 mai 2011, p. 1 (lire en ligne ),
- (en-US) Adam Kirsch, « More Than a Laureate », The New York Sun,‎ 6 août 2007, p. 1 (lire en ligne ),,
- (en-US) Mark Ford, « Charles Simic, The Art of Poetry », Paris Review, N° 173,‎ printemps 2005 (lire en ligne ),
- (en-US) Henry Hart, « Charles Simic's Dark Nights of the Soul », The Kenyon Review, New Series, Vol. 27, No. 3,‎ été 2005, p. 124-147 (24 pages) (lire en ligne ),
- (en-US) John T. Lysaker, « White Dawns, Black Noons,Twilit Days: Charles Simic's Poems Before Poetry », TriQuarterly. N° 110/111,‎ 2001, p. 1-56 (lire en ligne ),
- (en-US) Victor Contoski, « The Undramatic Theater of Charles Simic », Harvard Review, No. 13,‎ 1997, p. 55-62 (8 pages) (lire en ligne ),
- (en-US) Michael Milburn, « An Interview with Charles Simic », Harvard Review, No. 13,‎ 1997, p. 156-165 (10 pages) (lire en ligne ),
- (en-US) Brian C. Ferguson-Avery & Brain C. F. Avery, « A Simic Bibliography », Harvard Review, No. 13,‎ 1997, p. 170-180 (11 pages) (lire en ligne ),
- (en-US) Molly McQuade & Charles Simic, « Real America: An Interview with Charles Simic », Chicago Review, Vol. 41, No. 2/3,‎ 1995, p. 13-18 (6 pages) (lire en ligne ),
- (en) Dejan Stojanovic, « Charles Simic - Interview by Dejan Stojanovic », Serbian Magazine,‎ août 1991 (lire en ligne ).
- (en-US) Kevin Hart, « Writing Things: Literary Property in Heidegger and Simic », New Literary History, Vol. 21, No. 1,‎ automne 1989, p. 199-214 (16 pages) (lire en ligne ),
- (en-US) Victor Contoski, « Charles Simic: Language at the Stone's Heart », Chicago Review, Vol. 28, No. 4,‎ printemps 1977, p. 145-157 (13 pages) (lire en ligne ),